# Kenji Yamaoka

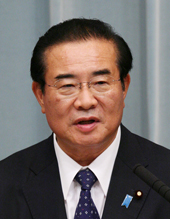
Kenji Yamaoka

Kenji Yamaoka (japanisch 山岡 賢次 Yamaoka Kenji; * 25. April 1943 in der Präfektur Tochigi) ist ein japanischer Politiker in der Liberalen Partei, ehemaliger Abgeordneter des Shūgiin für den 4. Wahlkreis Tochigi und ehemaliger Vorsitzender der Nationalen Kommission für Öffentliche Sicherheit.

## Leben und Wirken
Kenji Yamaoka, Absolvent der rechtswissenschaftlichen Fakultät der Keiō-Universität, arbeitete nach seinem Abschluss für die Yasuda-Lebensversicherung und als Sekretär für den Schriftsteller Sōhachi Yamaoka, dessen Familiennamen er annahm. Bei der Sangiin-Wahl 1983 trat Yamaoka über die neu geschaffene Verhältniswahl für die Liberaldemokratische Partei an und wurde auf Listenplatz 14 gewählt, 1989 für weitere sechs Jahre wiedergewählt. Er schloss sich zunächst der Fukuda-Faktion an, nach dem Tod von Fukudas Nachfolger Shintarō Abe gehörte er 1991 zu den Gründern der Katō-Gruppe von Katō Mutsuki. 1987 war er parlamentarischer Staatssekretär im Justizministerium, 1990 im Finanzministerium.
1993 wechselte Yamaoka erfolgreich ins Shūgiin, als er im fünfmandatigen Wahlkreis Tochigi 2 den dritthöchsten Stimmenanteil erzielte. 1994 verließ er gemeinsam mit Mutsuki Katō die Liberaldemokratische Partei und trat der Erneuerungspartei bei, in den folgenden Jahren folgte er Ichirō Ozawa aus der Neuen Fortschrittspartei in die Liberale Partei und war damit ab 2003 Mitglied der Demokratischen Partei, darin der Ozawa-Gruppe. Für die Neue Fortschrittspartei verlor er nach der Wahlrechtsreform 1996 den neuen Einmandatswahlkreis Tochigi 4 an Tsutomu Satō. 2000 kehrte er für die Liberale Partei über den Verhältniswahlblock Nord-Kantō ins Shūgiin zurück, wurde dort 2003 und 2005 wiedergewählt. Beim Demokratischen Wahlsieg 2009 konnte er seinen Wahlkreis mit rund 30 Tausend Stimmen Vorsprung auf Satō erstmals gewinnen.
Yamaoka hatte bereits in der Neuen Fortschrittspartei verschiedene Positionen im Vorstand inne, in der Liberalen Partei war er ab 2000 Vorsitzender des Komitees für Parlamentsangelegenheiten. In der Demokratischen Partei war er unter anderem 2005 und 2010 Vizevorsitzender (fuku-daihyō) und 2007 Vorsitzender des Komitees für Parlamentsangelegenheiten. Im September 2011 berief ihn der neue Vorsitzende Yoshihiko Noda als Vorsitzenden der Nationalen Kommission für Öffentliche Sicherheit, Minister für Verbraucher, Lebensmittelsicherheit und die Entführungen japanischer Bürger durch die DVR Korea in sein Kabinett. Im Dezember 2012 verabschiedete das Sangiin mit der dortigen Oppositionsmehrheit eine „Rügeresolution“, einen nicht bindenden Misstrauensantrag, gegen Yamoka, nachdem er für Verbindungen zu und Spenden von Unternehmen kritisiert worden war, die in Multi-Level-Marketing-Systeme und Schneeballsysteme involviert waren. Bei einer Kabinettsumbildung im Januar 2012 wurde er durch Jin Matsubara ersetzt.
Im Sommer 2012 stimmte Yamaoka gegen den Gesetzentwurf zur Verdopplung der Mehrwertsteuer und reichte zusammen mit 49 weiteren Demokraten um Ichirō Ozawa seinen Parteiaustritt ein, der von der Parteiführung mit Ausschluss beantwortet wurde. Er schloss sich Ozawas Kokumin no Seikatsu ga Daiichi an, wo er als daihyō-daikō den stellvertretenden Parteivorsitz übernahm, und folgte Ozawa danach in seine Parteien (Nippon Mirai no Tō→Seikatsu no Tō→Liberale Partei). Für die Mirai no Tō scheiterte er bei der Shūgiin-Wahl 2012 mit 12,3 % der Stimmen nur auf dem dritten Platz hinter Tsutomu Satō und Takao Fujioka (Minna no Tō).
Bei der Sangiin-Wahl 2013 versuchte er für die Seikatsu no Tō im landesweiten Verhältniswahlkreis wieder den Sprung ins Oberhaus, erreichte mit 56.372 Stimmen zwar den ersten Listenplatz der Seikatsu no Tō, aber diese verpasste mit nur 1,8 % der Stimmen insgesamt bei der Verhältniswahl einen Sitz.
Yamaokas dritter Sohn Tatsumaru ist ehemaliger NHK-Journalist und war von 2009 bis 2012 Shūgiin-Abgeordneter für die Demokratische Partei über den Verhältniswahlblock Hokkaidō.